# Koronacja Elżbiety II
Koronacja Elżbiety II – ceremonia koronacyjna królowej Elżbiety II z dynastii Windsorów. Odbyła się 2 czerwca 1953 roku w Opactwie Westminsterskim w Londynie.
Elżbieta II wstąpiła na tron w wieku 25 lat po śmierci swojego ojca, Jerzego VI (6 lutego 1952); wkrótce potem została ogłoszona królową. W uroczystości, która odbyła się w St. James’s Palace, wzięli udział m.in. członkowie Tajnej Rady Wielkiej Brytanii i lord mer Londynu. Koronacja odbyła się ponad rok później ze względu na tradycję, zgodnie z którą po śmierci monarchy musi upłynąć odpowiedni czas przed zorganizowaniem takich uroczystości. Dało to również komisjom planistycznym odpowiednio długi czas na przygotowanie się do ceremonii. Podczas nabożeństwa Elżbieta złożyła przysięgę, została namaszczona krzyżmem przez arcybiskupa Canterbury, ubrana w szaty, przekazano jej również insygnia królewskie (berło i jabłko) oraz koronowano na królową Wielkiej Brytanii, Kanady, Australii, Nowej Zelandii, Związku Południowej Afryki, Pakistanu i Cejlonu (obecnie Sri Lanka). Do momentu koronacji jej syna, Karola (2023) była to jedyna koronacja brytyjskiego monarchy transmitowana w pełni przez telewizję (w 1937, podczas koronacji Jerzego VI, kamery mogły rejestrować jedynie przejazd królewskiej karety ulicami stolicy). Polskim radiosłuchaczom ceremonię koronacyjną relacjonował korespondent Rozgłośni Polskiej Radia Wolna Europa, Tadeusz Nowakowski. Na pamiątkę tego wydarzenia ustanowiono Medal Koronacyjny Królowej Elżbiety II.

## Przebieg

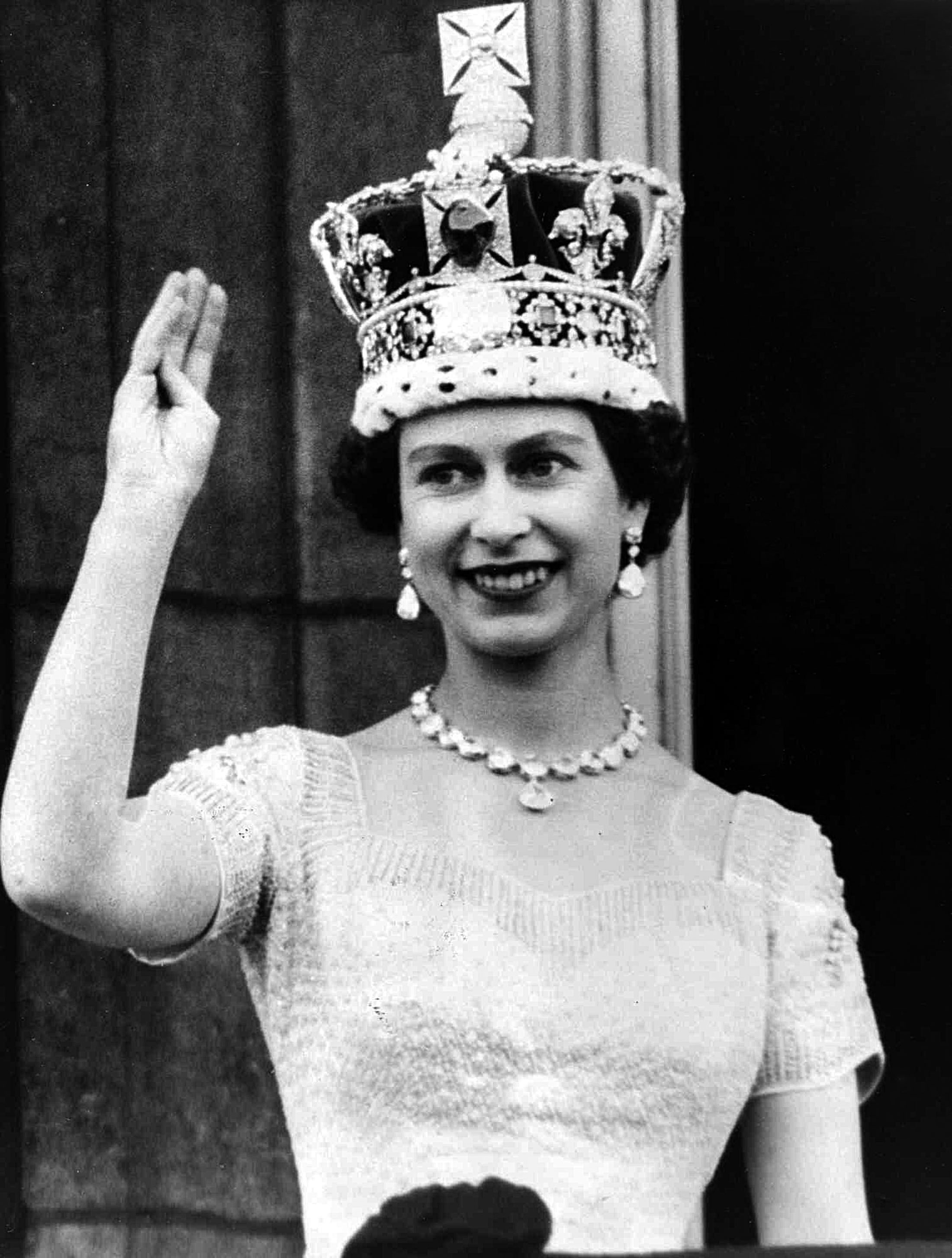
Królowa Elżbieta w dniu koronacji, pozdrawiająca poddanych z balkonu pałacu Buckingham (2 czerwca 1953)

24 marca 1953 zmarła na raka gardła królowa-wdowa Maria Teck, jednak przed śmiercią wyraziła życzenie, aby z tego powodu nie przekładano koronacji. Odbyła się ona 2 czerwca 1953. Koronację Elżbiety w Opactwie Westminsterskim obserwowało 8251 osób. Podczas ceremonii asystowało jej osiem druhen noszących tren. Arcybiskup Canterbury Geoffrey Fisher obwieścił zgromadzonym: „Panowie, przedstawiam wam królową Elżbietę, waszą niezaprzeczalną królową, wam wszystkim, którzy tu przybyliście złożyć jej hołd i oddać się jej na służbę. Czy gotowi jesteście ją uznać?”. Na to pytanie lordowie odpowiedzieli: „God save Queen Elizabeth”. Kolejnym etapem ceremonii była przysięga na Biblię. Królowa zobowiązała się rządzić królestwem i krajami Wspólnoty Narodów zgodnie z ich prawami i zwyczajami oraz umacniać Kościół Anglii. Następnie zdjęła płaszcz, diadem i klejnoty oraz zasiadła na tronie pod złotym baldachimem podtrzymywanym przez czterech kawalerów Orderu Podwiązki. Później Arcybiskup namaścił świętymi olejkami dłonie, pierś i czoło królowej, po czym przyznano jej insygnia nowej godności – ostrogi św. Jerzego, królewski miecz, jabłko królewskie, bransolety, pierścień, berło z krzyżem i berło z gołębicą. Następnie królowa została odziana w purpurowy, haftowany złotem, aksamitny płaszcz. W czasie koronacji został wykonany hymn koronacyjny Georga Friedricha Händla Zadok the Priest, który od 1727 powtarza się na każdej uroczystości koronacyjnej brytyjskiego monarchy. Na zakończenie arcybiskup nałożył jej na głowę koronę św. Edwarda, a lordowie jeszcze raz zawołali: „God save Queen Elizabeth”. Następnie trzej książęta krwi królewskiej – Edynburga, Gloucester i Kentu – a za nimi pozostali lordowie, złożyli hołd królowej. Później Elżbieta z mężem przyjęli komunię pod dwiema postaciami. Ceremonię zakończyło odśpiewanie Te Deum. Po trzygodzinnej ceremonii królowa, z ciężką koroną na głowie, berłem w lewej i jabłkiem w prawej ręce, miała kłopoty z powstaniem i poprosiła o pomoc arcybiskupa. Następnie opuściła opactwo, wymieniwszy wcześniej koronę św. Edwarda na lżejszą państwową koronę imperialną.

## Goście

### Brytyjska rodzina królewska
- Książę Edynburga, mąż królowej
  - Książę Kornwalii, syn i spadkobierca królowej
- Królowa Elżbieta Królowa Matka, matka królowej
  - Księżniczka Małgorzata, siostra królowej
- Księżniczka Królewska, ciotka królowej ze strony ojca
  - Hrabia i hrabina Harewood, pierwszy kuzyn królowej i jego żona
  - Gerald Lascelles, pierwszy kuzyn królowej
- Książę i księżna Gloucester, wujek i ciotka królowej ze strony ojca
  - Książę William z Gloucester, pierwszy kuzyn królowej
  - Książę Ryszard z Gloucester, pierwszy kuzyn królowej
- Księżna Kentu, ciotka królowej ze strony ojca przez małżeństwo
  - Książę Kentu, pierwszy kuzyn królowej
  - Księżniczka Aleksandra z Kentu, pierwsza kuzynka królowej
  - Książę Michał z Kentu, pierwszy kuzyn królowej
- Księżniczka Marie Louise, pierwsza kuzynka królowej
- Lady Patricia i Hon. Sir Alexander Ramsay, pierwsza kuzynka królowej i jej mąż
  - Alexander Ramsay of Mar, drugi kuzyn królowej
- Hrabia Athlone i księżniczka Alice, hrabina Athlone, pradziadek i ciotka królowej ze strony ojca
  - Lady May i Sir Henry Abel Smith, pierwszy kuzyn królowej i jej mąż
    - Richard Abel Smith, drugi kuzyn królowej